# Домбрувка-Польська
Домбрувка-Польська (пол. Dąbrówka Polska, нім. Talheim) — село в Польщі, у гміні Бані Мазурські Ґолдапського повіту Вармінсько-Мазурського воєводства.
Населення — 115 осіб (2011).
У 1975-1998 роках село належало до Сувальського воєводства.

## Демографія
Демографічна структура станом на 31 березня 2011 року:
|          | Загалом | Допрацездатний вік | Працездатний вік | Постпрацездатний вік |
| -------- | ------- | ------------------ | ---------------- | -------------------- |
| Чоловіки | 57      | 15                 | 37               | 5                    |
| Жінки    | 58      | 13                 | 31               | 14                   |
| Разом    | 115     | 28                 | 68               | 19                   |